# Otevřené Brno
Otevřené Brno, z. s. je brněnský progresivně orientovaný politický spolek. Spolek vznikl v roce 2019 z iniciativy mezi občany a členy Strany zelených a hnutí Žít Brno a Idealisté.

## O spolku
Spolek se zformoval během roku 2019 z nestraníků a členů Strany zelených a hnutí Žít Brno a Idealisté. Ti se částečně podíleli na happeninzích na brněnském zastupitelstvu proti zrušení projektu Rapid Re-housing v květnu a září 2019. V září se uskutečnilo výjezdní zasedání v Lysicích u Brna a v říjnu proběhla první otevřená schůze spolku. Členy Výboru spolku se stali Marika Kupková, Martin Reiner, Lukáš Karnet, Vojtěch Vašák, Martin Freund, Jakub Kořínek (od ledna 2023 člen Pirátů), Dalibor Levíček a David Oplatek. Na výročí jednoho roku od vzniku městské koalice, 20. listopadu 2019, uspořádali oficiální tiskovou konferenci, kde představili kritický otevřený dopis primátorce Markétě Vaňkové a záměr vypracovat vlastní alternativní plán na rozvoj města. Inspirací jim v tom byl Plán Bratislava architekta a primátora Matúše Valla, který vznik spolku podpořil ve videu. Ten podpořila i emeritní ústavní soudkyně a senátorka Eliška Wagnerová nebo senátor a kandidát na prezidenta Marek Hilšer.
V roce 2020 se konala druhá otevřená schůze. Spolek představil výzvu zastupitelů proti nenávisti, reagující na posprejování brněnské mešity dále pak nové otevřené diskuzní fórum a speciální web k městskému územnímu plánu. Spolek měl do roka představit tzv. plán B, což se nestalo. Martin Reiner absenci plánu vysvětlil tak, že na jeho tvorbu nikdo neměl čas.
V krajských volbách 2020 ani v komunálních volbách 2022 spolek nekandidoval.